# سريراسمي سووادي
سريراسمي سووادي ((بالتايلندية: ศรีรัศมิ์ สุวะดี)‏  من مواليد 9 ديسمبر 1971) عرفت سابقا باسم الأميرة سريراسمي زوجة ولي عهد تايلاند هي أحد أفراد العائلة المالكة في تايلاند سابقا. وكانت الزوجة الثالثة لولي العهد آنذاك فاجيرالونجكورن من فبراير 2001 إلى ديسمبر 2014.

## حياتها المبكرة
ولدت سريراسيمي سووادي في مقاطعة ساموت سونجكرام لعائلة متواضعة. كانت الثالثة من بين أربعة أطفال والداها هما «أبيوج» و«انتشاني سووادي»، تنتمي سريراسيمي إلى المجموعة العرقية المعروفة باسم مون من جهة الأم. 
درست في كلية بانكوك بزنس كوليدج. وفي عام 1993 وعندما كان عمرها 22 عام خدمت في قصر ولي عهد تايلاند فاجيرالونجكورن كوصيفة استقبال. درست في جامعة رقاد السيدة العذراء الكاثوليكية الخاصة بالعاصمة بانكوك عام 1997 وتخرجت عام 2002 بدرجة البكالوريوس في العلوم الإدارية. منحها الأمير فاجيرالونجكورن شخصيا شهادتها الجامعية. وفي عام 2007 حصلت على درجة الماجستير في العلوم في تنمية الأسرة والطفل من جامعة كاسيتسارت في بانكوك.

## زواجها وعائلتها
تزوجت سريراسمي من ولي عهد تايلاند في 10 فبراير 2001 في حفل خاص أقيم في قصر الأمير في نونثابوري. تم إبلاغ الجمهور بالحدث بعد مرور فترة من الزمن. وصرح الأمير، الذي تزوج مرتين من قبل ولديه أطفال من زوجاته السابقات، أنه يعتزم الاستقرار: «أنا الآن في الخمسين من العمر وأعتقد أنه يجب أن يكون لدي عائلة مكتملة.»
بعد الزفاف تم إطلاق لقب «الأم سريراسمي ماهيدول نا أيوديا» على سريراسمي (ماهيدول هو لقب الملك بوميبول أدولياديج والملك أناندا ماهيدول، وتسمية نا أيوديا تشير إلى أحفاد سلالة تشاكري وألقابهم).
في 14 فبراير 2005، أعلن بأن سريراسي حامل. وفي 29 أبريل 2005، ولدت صبي يدعى ديبانكورن راسمجوتي عن طريق الولادة القيصرية في مستشفى سيريراج. وبسبب هذه الولادة مُنحت لقب «أميرة تايلاند» و «صاحبة السمو الملكي» من قبل الملك بوميبول أدولياديج بصفتها زوجة ولي العهد فاجيرالونجكورن. أقيم حفل ملكي، أطلق عليه اسم «فرا راتشافيثي سومبوت دوان لاي خون فرا يو» للاحتفال بالشهر الأول لميلاد للطفل في 17 يونيو 2005 في قاعة أنانتا ساماخوم الملكية في بانكوك.
أطلقت سريراسمي حملة «ساي ياي راك تشاك ماي سو لوك» (الحب والرعاية من الأم إلى الأطفال) للتشجيع على الرضاعة الطبيعية. وروجت الحملة صور ابنها.
في نوفمبر 2009، تم إصدار شريط فيديو منزلي يظهر فيه فاجيرالونجكورن وسريراسمي وهي عارية الصدر وتحتفل بعيد ميلاد كلب الأمير. وصفت وسائل الإعلام هذا الفيديو بأنه يدل على نمط حياة الزوجين المنحط.

## طلاقها وفقدان حق الملكية
أُرسل خطاب إلى وزارة الداخلية في نوفمبر 2014 يُطلب فيه تجريد أسرة سريراسمي من اسمها الملكي. أرسل الرسالة زوجها، ولي العهد الأمير فاجيرالونجكورن، بعد مزاعم فساد ضد سبعة من أقاربها. في 11 كانون الأول / ديسمبر 2014، أعلنت الجريدة الرسمية للحكومة الملكية التايلندية أن سريراسمي تخلت عن لقبها الملكي، ويعتقد أنه بسبب الفساد الذي شمل عائلتها. حصلت سريراسمي على مبلغ 200 مليون باهت (6 ملايين دولار أمريكي) من فاجيرالونجكورن من أجل التنازل عن اللقب. تم دفع المال من مكتب التاج الملكي، كما أكدته وزارة المالية.
منذ طلاق سريراسمي، قُبض على والديها، الأب أبيروج سوادي والأم وانتاني، بتهمة إهانة الذات الملكية. اعترف الاثنان فيما بعد بإساءة استخدام علاقتهما الملكية قبل 12 عامًا، مما أدى إلى سجن جار سابق لهما بتهمة الاحتيال الزائفة. وحُكم على كليهما بالسجن لمدة خمس سنوات، وتم تخفيضه لاحقاً إلى عامين ونصف.

السيف الملكي للأميرة سريراسمي

السيف الملكي للأميرة سريراسمي

## الالقاب
- 9 كانون الأول / ديسمبر 1971 - 10 شباط / فبراير 2001: سريراسيمي سوادي.
- 10 فبراير 2001 - 15 يونيو 2005: القرين سريراسيمي ماهيدول نا أيوديا.
- 15 يونيو 2005 - 11 ديسمبر 2014: صاحبة السمو الملكي الأميرة سريراسمي، قرينة ولي العهد.
- 11 ديسمبر 2014 - حتى الآن: ثان فو يينغ سريراسيمي سووادي.